# Monhystera fukienensis
Monhystera fukienensis is een rondwormensoort uit de familie van de Monhysteridae. De wetenschappelijke naam van de soort is voor het eerst geldig gepubliceerd door Hoeppli & Chu.